# 국민소득통계
국민소득통계(國民所得統計)는 생산·분배·지출의 3면등가(三面等價)의 원칙을 기본으로 하며, 1945년의 미국·영국·캐나다 3국 협정의 선에 따라 추계되고 있다. 분배국민소득(分配國民所得)은 생산 요소에 대한 보수로서의 소득을 요소별로(개인소득 즉 임금·봉급·이자·지대와 기업소득 즉 개인업주소득·법인유보 등의 항목으로 나누어) 집계한 것이다. 생산국민소득은 소득의 원천인 생산의 여러 형태 즉 산업별로 일정 기간내에 생산된 것의 부가가치를 금액으로 표시한 것이다. 생산의 원천으로 거슬러 올라가는 관계상, 생산국민소득의 추계의 기초는 속지주의(屬地主義)이며, 소득의 귀속을 문제로 하는 분배국민소득의 추계가 속인주의(屬人主義)에 의하는 것과 구별할 필요가 있다. 지출국민소득은 국민의 생활소비, 민간기업의 자본형성, 정부의 재화용역 구입, 무역차액의 4개 형태별로 추계가 행해진다.  우리나라 국민소득추계는 한국은행에서 이를 담당하고 있다. 국민소득 추계에는 거의 모든 중요 경제통계가 준비되어 있지 않으면 안 되기 때문에, 자료의 개정(改訂), 확충, 전진이 행해질 때마다 추계방법의 상세한 점에 변화가 생겨, 일단 발표된 국민소득 숫자도 그 때문에 신빙성은 개정할 때마다 높아지고 있는데 개선을 요하는 점은 그래도 남아 있어, 국민소득통계를 이용하는 판단·응용분석에 있어서 충분한 주의가 요청된다.